# یوهان لینهارت
یوهان لینهارت (آلمانی: Johann Lienhart؛ زادهٔ ۱۷ ژوئیهٔ ۱۹۶۰) دوچرخه‌سوار اهل اتریش است.